# Neues Schloss (Żywiec)

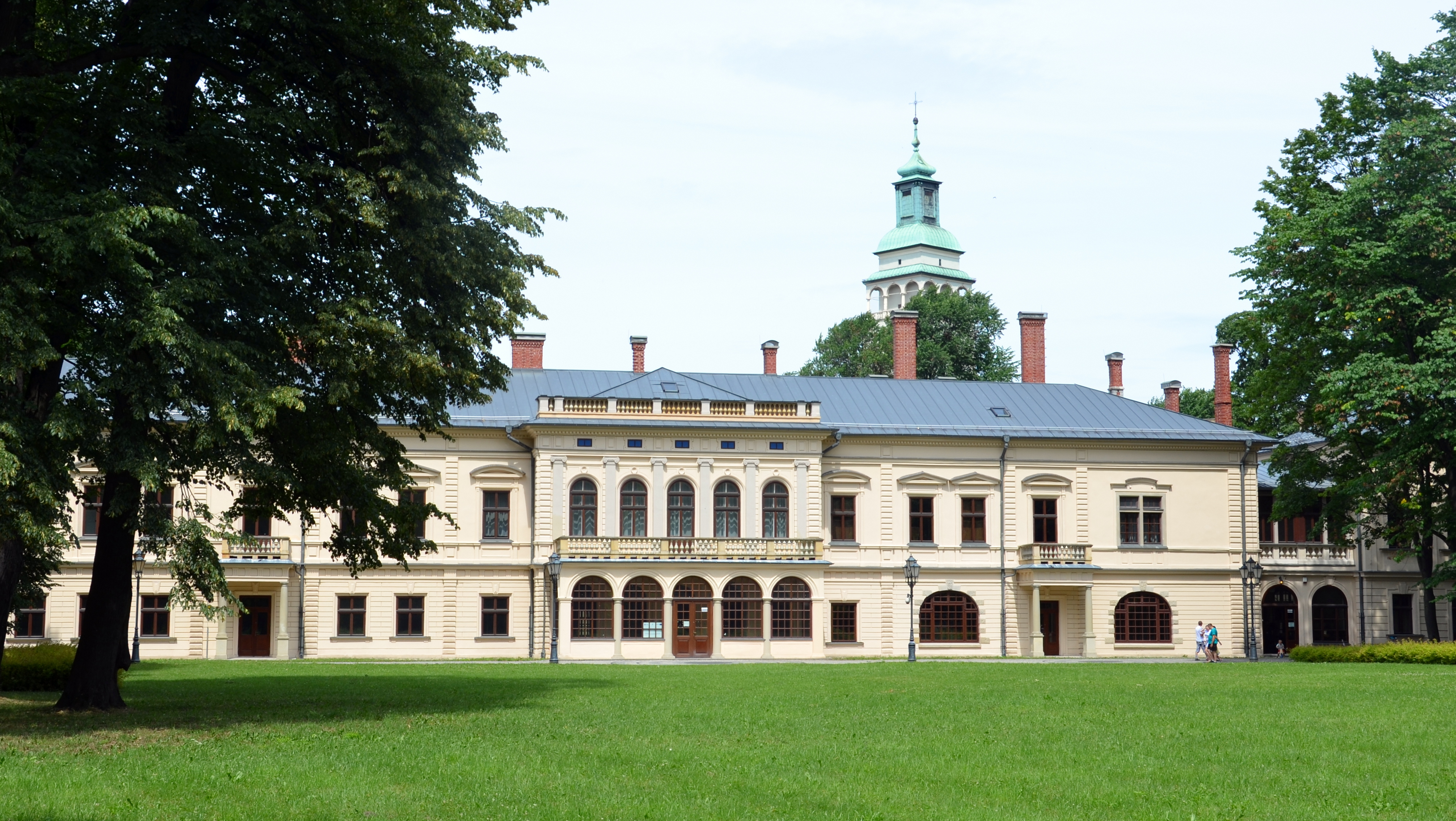
Ansicht vom Schlosspark

Das Neue Schloss (polnisch Nowy Zamek) befindet sich in Żywiec im Powiat Żywiecki in der Woiwodschaft Schlesien in Polen. Das klassizistische Schloss liegt im Saybuscher Becken am rechten Ufer der Soła in der Altstadt von Żywiec.

## Geschichte

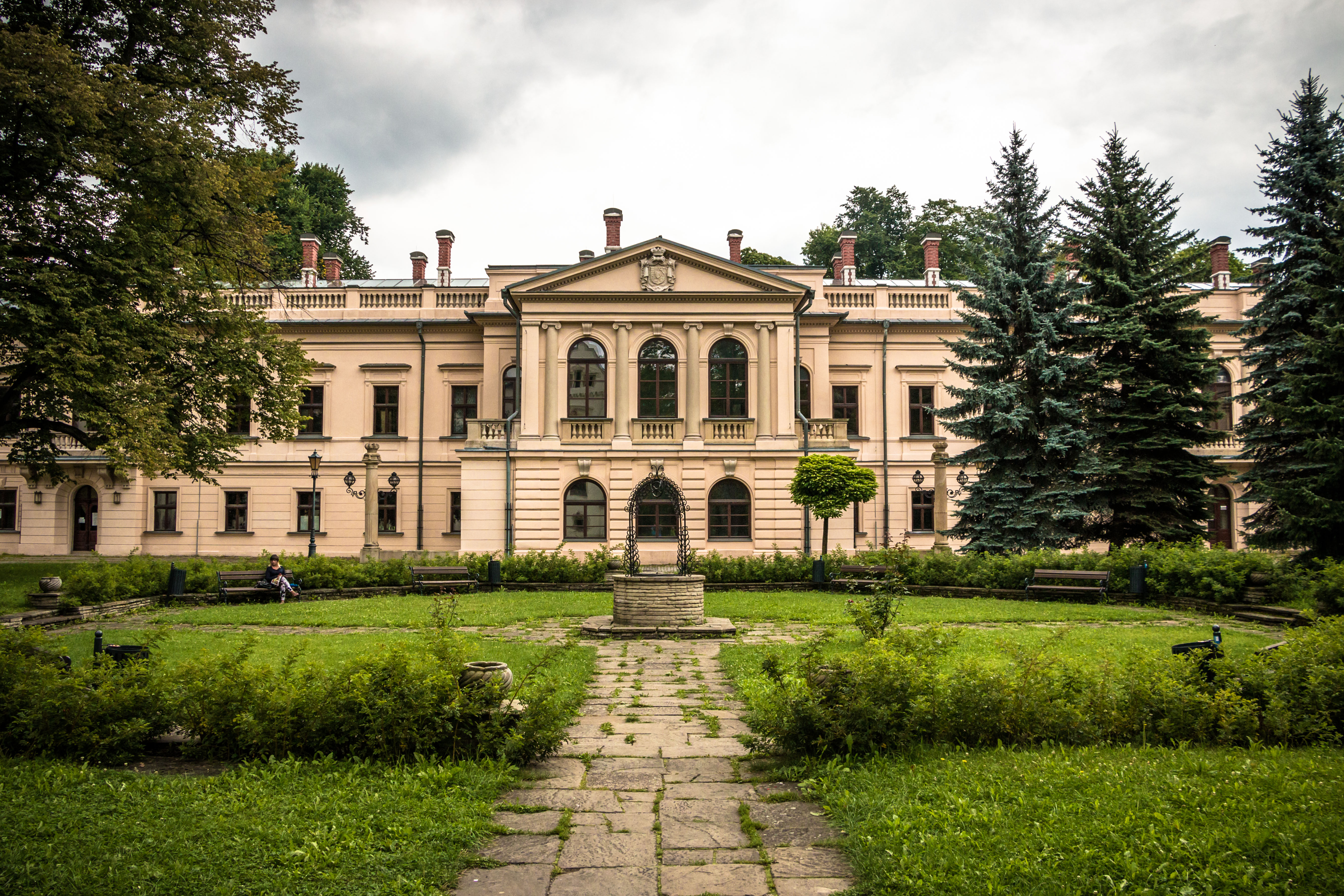
Das Neue Schloss

Das Neue Schloss wurde in unmittelbarer Nachbarschaft zum Alten Schloss unter den Habsburgern 1885 im Stil des Klassizismus errichtet, und 1895 ausgebaut. Bauherr war Erzherzog Albrecht von Österreich-Teschen, der den Architekten Karol Pietschka mit dem Bau beauftragte. Karl Stephan von Österreich beauftragte den Künstler Wojciech Kossak mit dem Malen von Gemälden, die im Schloss aufgehängt wurden. Den Innenraum schmückten renommierte Krakauer Künstler des Jugendstils: Tadeusz Stryjeński und Franciszek Mączyński. Viele der Kunstwerke des Schlosses gingen in den Weltkriegen verloren. Im Zuge der sowjetischen Besetzung Polens wurde Karl Albrecht Habsburg enteignet, und in das Schloss zog eine Schule ein, die das Gebäude bis 2013 nutzte. Seit 1987 steht das Schloss unter Denkmalschutz. Von 2001 bis zu ihrem Tod 2012 wohnte die Tochter Karl Albrechts, Maria-Christina von Habsburg-Altenburg, im Schloss, in dem sie vor 1944 ihre Jugend verbracht hatte. Die Saybuscher Habsburger haben 2014 Ansprüche auf Rückübereignung des Schlosses und des Schlossparks aufgegeben.